# E.A.g.I.E.

O experimento com anti-hidrogênio: gravidade, interferometria e espectroscopia (E.A.g.I.E.), D.A. 6, é um experimento na instalação do desacelerador de antiprótons na Organização européia para a pesquisa nuclear (O.E.P.N.). Seu objetivo principal é medir diretamente o efeito do campo gravitacional da Terra nos átomos de anti-hidrogênio com precisão significativa. Limites indiretos que assumem a validade de, por exemplo, a universalidade da queda livre, o princípio da equivalência fraco ou a simetria C.P.T. também no caso da antimatéria restringem um comportamento gravitacional anômalo a um nível onde apenas medições de precisão podem fornecer respostas. Vice-versa, experimentos de antimatéria com precisão suficiente são essenciais para validar essas suposições fundamentais. O E.A.g.I.E. foi originalmente proposto em 2007. A construção do aparato principal foi concluída em 2012. Desde 2014, dois sistemas de laser com comprimentos de onda ajustáveis (alguns picômetros de precisão) e sincronizados ao nanossegundo para excitação atômica específica foram comissionados com sucesso.

## Configuração experimental e física do E.A.g.I.E.

Modelo simplificado de um átomo de anti-hidrogênio no estado fundamental

O E.A.g.I.E. tentará determinar se a gravidade afeta a antimatéria da mesma forma que afeta a matéria normal, testando seu efeito em um feixe de anti-hidrogênio. A configuração experimental aspirada usa o deflectômetro Moiré para medir o deslocamento vertical de um feixe de átomos de anti-hidrogênio frio viajando no campo gravitacional da Terra.
Na primeira fase do experimento (que vai até 2018), antiprótons do desacelerador de antiprótons (D.A.) com energia cinética de 5,3 MeV tiveram que passar por uma série de folhas de alumínio que atuaram como os chamados degradadores, desacelerando uma fração do os antiprótons rápidos para poucos keV. Os antiprótons lentos foram então resfriados pela fusão deles com elétrons extras frios aprisionados (resfriamento de elétrons) e finalmente presos dentro de uma armadilha Penning–Malmberg. Uma fonte de β+ radioativo intensa (22Na) foi usada para produzir pósitrons, que foram acumulados em uma armadilha de armazenamento do tipo Surko em baixa pressão (3e-8 mbar). Esses pósitrons foram implantados em um alvo de silício poroso nanoestruturado para formar eficientemente positrônio (Ps) - mesmo em temperaturas criogênicas em vácuo ultra-alto (V.U.A.){{Nre| do inglês U.H.V. – ultra-high vacuum. Uma nuvem de positrônio emergindo do alvo foi então excitada a um nível de Rydberg de n=16/17 usando transições ópticas de duas etapas induzidas por laser.  Dentro da armadilha de Malmberg-Penning, ocorreu a reação de troca de carga entre antiprótons frios e o Ps-Rydberg, levando à formação de antihidrogênio-Rydberg com alta eficiência na forma de um pulso de 4π.
{\displaystyle \mathrm {Ps^{*}+{\bar {p}}\longrightarrow {\bar {H^{*}}}+e^{-}} } (Reação de troca de carga)
Na segunda fase do experimento, a partir de 2021, após o E.A.g.I.E. ter sido conectado com sucesso ao novo anel de desaceleração e armazenamento de antiprótons (A.En.E.B.), os átomos de anti-hidrogênio de Rydberg serão canalizados para um feixe, que passará por uma série de grades de matéria, a peça central de um deflectômetro Moiré. Os átomos de anti-hidrogênio acabarão atingindo a superfície de um detector de resolução de posição e tempo, onde serão aniquilados. As áreas atrás das grades são sombreadas, enquanto aquelas atrás das fendas não. Os locais de aniquilação reproduzem um padrão periódico de áreas iluminadas e sombreadas. Este padrão é altamente sensível a pequenos deslocamentos verticais dos antiátomos durante seu vôo horizontal - a força gravitacional da Terra sobre o anti-hidrogênio pode assim ser determinada.

## Colaboração do  E.A.g.I.E.
A colaboração do  E.A.g.I.E compreende as seguintes instituições:
- Universidade de Bergen, Noruega
- Universidade de tecnologia de Varsóvia, Polônia
- Instituto de pesquisa Raman, Índia
- Academia polonesa de ciências, Polônia
- Universidade Nicolau Copérnico de Toruń, Polônia
- Instituto nacional de física nuclear, Itália
- Universidade de Liverpool, Reino Unido
- Universidade de Oslo, Noruega
- Universidade técnica tcheca em Praga, República Tcheca
- Universidade de Lyon, França
- Universidade da Letônia, Letônia
- Universidade de Trento, Itália
- Universidade politécnica de Milão, Itália
- Organização europeia para a pesquisa nuclear (O.E.P.N.)